# Matej Radan
Matej Radan (Maribor, 13 maggio 1990) è un calciatore sloveno, portiere dell'Heiligenkreuz.

## Carriera

### Club
Nella stagione 2010-2011 ha giocato 23 partite in campionato, vincendo lo scudetto, e 2 partite in Europa League, entrambe contro il Palermo: la prima, la gara di andata, sancisce anche il suo esordio con la maglia del Maribor.

## Palmarès

### Club

#### Competizioni nazionali
- Campionato sloveno: 1

Maribor: 2010-2011